# Fußballnationalmannschaft der Amerikanischen Jungferninseln (Frauen)
Die Frauen-Fußballnationalmannschaft der Amerikanischen Jungferninseln repräsentiert  die Amerikanischen Jungferninseln im internationalen Frauenfußball.
Seit 1998 sind die Amerikanischen Jungferninseln Mitglied im Weltverband FIFA und im Regionalverband CONCACAF. Daher sind sie berechtigt an der Qualifikation für den CONCACAF Women’s Gold Cup teilzunehmen, der als Qualifikation für die Fußball-Weltmeisterschaft der Frauen gilt. Über die Qualifikation für den Gold Cup kam die Mannschaft bisher allerdings nicht hinaus. Lediglich die 2. Runde der Qualifikation konnte wegen des Rückzugs der gegnerischen Mannschaft einmal erreicht werden, doch dort verlor man deutlich.

## Weltmeisterschaft
| - 1991: nicht qualifiziert - 1995: nicht qualifiziert - 1999: nicht qualifiziert - 2003: nicht qualifiziert - 2007: nicht qualifiziert | - 2011: nicht qualifiziert - 2015: nicht qualifiziert - 2019: nicht qualifiziert - 2023: nicht qualifiziert |

## CONCACAF Women’s Championship / CONCACAF Women’s Gold Cup
| - 1991: keine Teilnahme - 1993: keine Teilnahme - 1994: keine Teilnahme - 1998: keine Teilnahme - 2000: keine Teilnahme - 2002: nicht qualifiziert | - 2006: nicht qualifiziert - 2010: nicht qualifiziert - 2014: nicht qualifiziert - 2018: nicht qualifiziert - 2022: nicht qualifiziert |

## Olympische Spiele
| - 1996: nicht qualifiziert - 2000: nicht qualifiziert - 2004: nicht qualifiziert - 2008: nicht qualifiziert | - 2012: nicht teilgenommen - 2016: nicht teilgenommen - 2020: nicht qualifiziert |